# Coulans-sur-Gée
Coulans-sur-Gée is een gemeente in het Franse departement Sarthe (regio Pays de la Loire). De plaats maakt deel uit van het arrondissement La Flèche. Coulans-sur-Gée telde op 1 januari 2022 1.619 inwoners.

## Geografie
De oppervlakte van Coulans-sur-Gée bedroeg op 1 januari 2022 27,48 vierkante kilometer; de bevolkingsdichtheid was toen 58,9 inwoners per km².

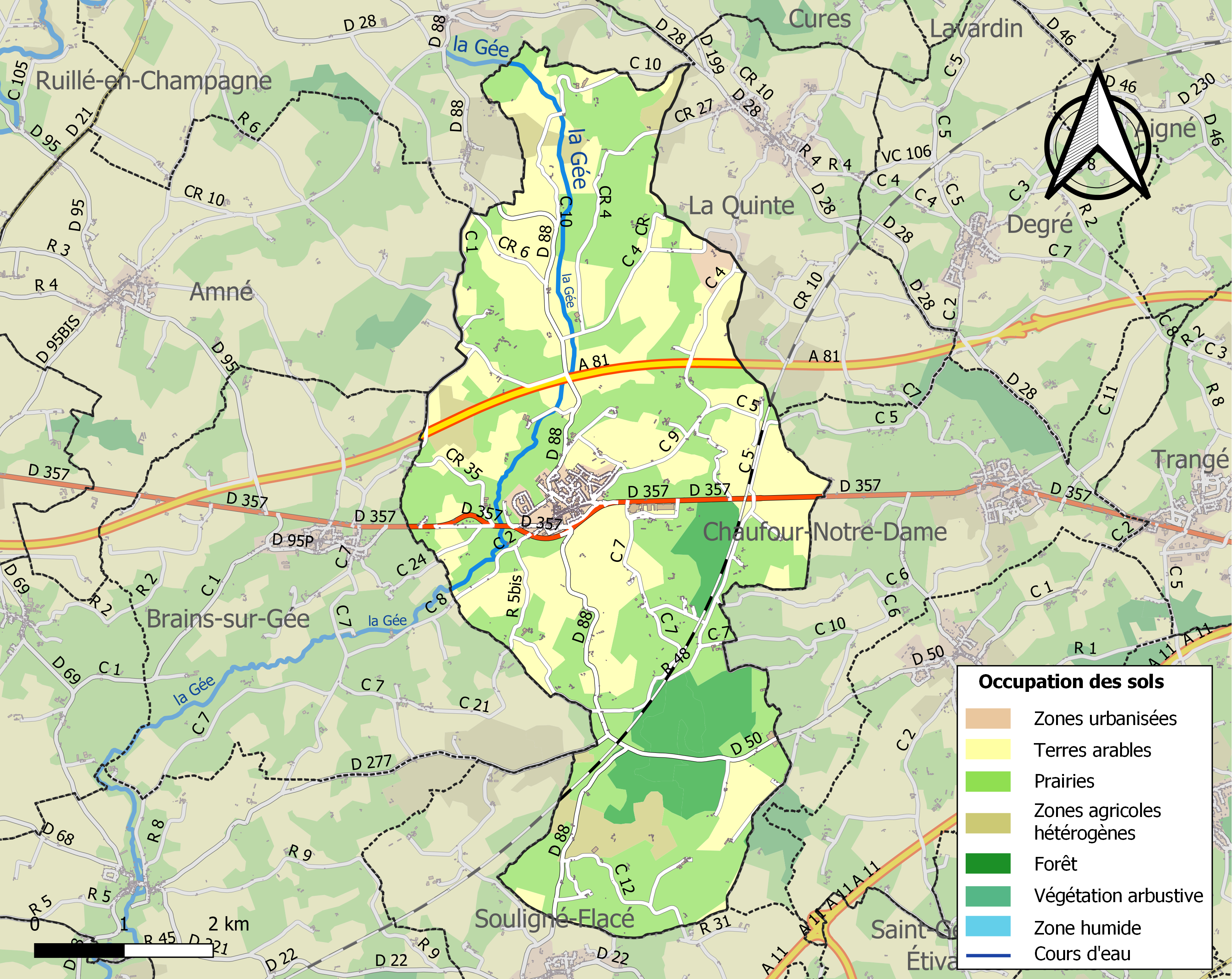
Kaart van de gemeente met de belangrijkste infrastructuur, bodemgebruik en omliggende gemeenten

## Demografie
Onderstaande figuur toont het verloop van het inwonertal (bron: INSEE-tellingen).